# Diabetická retinopatie
Diabetická retinopatie je onemocnění, při kterém dochází k poškození sítnice v důsledku cukrovky. Vzniká jako důsledek celkového postižení cév u diabetu. Dochází k poškození krevních cév vyživujících sítnici a v těžkých případech ke krvácení do sítnice a sklivce se závažnou poruchou zraku až slepotou. Typicky se vyskytují na fundu mikroaneurysmata, zejména v centru. Nacházejí se zde tvrdá ložiska i měkká (vatovitá) a četné hemoragie. Častým jizvením pak může docházet až k odchlípení sítnice. Počáteční příznaky nejsou nápadné, proto je třeba u rizikových stavů provádět vyšetření očního pozadí (oftalmoskopii).
Léčba spočívá v kompenzaci diabetu, případně laserové koagulaci změn. Přestože existuje mnoho nových terapií a vylepšených způsobů léčby, které lidem pomáhají žít s diabetem, je hlavní příčinou slepoty ve vyspělých zemích a jednou z hlavních příčin ztráty zraku ve světě.
Diabetická retinopatie postihuje až 80 % těch, kteří mají diabetes 1. i 2. typu po 20 a více let. Nejméně v 90 % nových případů by progrese do agresivnějších forem retinopatie a makulopatie mohla být snížena správnou léčbou a sledováním očí. Čím déle má člověk diabetes, tím vyšší je jeho šance na rozvoj diabetické retinopatie. Každý rok ve Spojených státech představuje diabetická retinopatie 12 % všech nových případů slepoty. Je také hlavní příčinou slepoty u lidí ve věku 20 až 64 let.

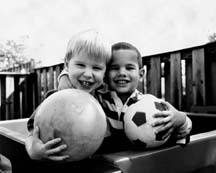
Normální vidění
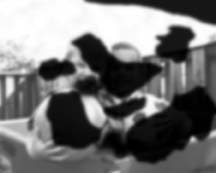
Vidění člověka s diabetickou retinopatií

## Příznaky a symptomy

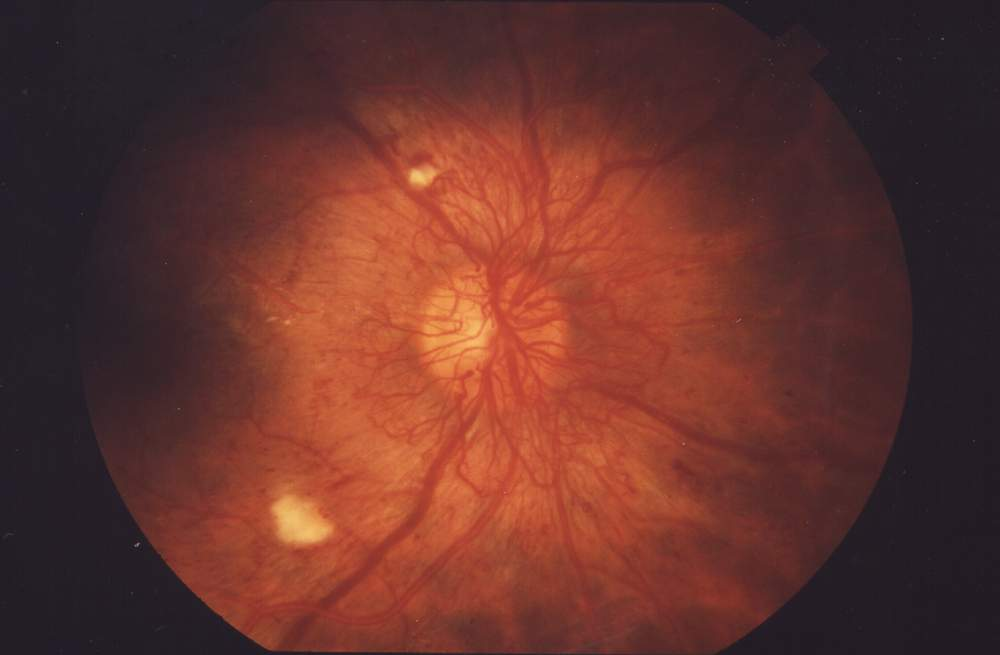
Proliferativní diabetická retinopatie

Téměř u všech diabetiků se během několika desetiletí s tímto onemocněním rozvine určitý stupeň poškození sítnice ("retinopatie"). U mnohých může být zjištěn pouze vyšetřením sítnice a nemá na vidění znatelný vliv. Postupem času se může objevit progresivní poškození sítnice, nejprve s malými vybouleními v cévách sítnice zvanými mikroaneuryzmata. Později se mohou objevit větší abnormality v retinálních cévách: vatové skvrny, krvácení, lipidové usazeniny zvané „tvrdé exsudáty“, intraretinální mikrovaskulární abnormality a abnormální retinální žíly. V další fázi nové cévy prorůstají do sítnice. Tyto nové cévy se často lámou a krvácejí; drobné krvácení může způsobit tmavé plovoucí skvrny, které brání vidění; velké krvácení ho může znemožnit.
Asi u poloviny lidí s diabetickou retinopatií se rozvine otok makuly, nazývaný makulární edém, který může začít kdykoli. Pokud se objeví blízko středu makuly, může způsobit poruchy vidění od mírně rozmazaného po těžkou ztrátu středu zorného pole postižené osoby. Pokud se neléčí, asi 30 % pacientů zaznamená během následujících 3–5 let poruchy vidění. Makulární edém je nejčastější příčinou ztráty zraku u lidí s diabetickou retinopatií.
Opakovaný růst cév, otoky a zjizvení mohou nakonec způsobit odchlípení sítnice, které se projevuje náhlým výskytem tmavých plovoucích skvrn, záblesky světla nebo rozmazaným viděním.

## Diagnostika a klasifikace
Diabetická retinopatie je obvykle diagnostikována pozorováním sítnice při oftalmoskopii. Americká akademie oftalmologie rozděluje diabetickou retinopatii do pěti kategorií podle závažnosti. První kategorie se nazývá „žádná zjevná retinopatie“. Následující tři kategorie: mírná, střední a těžká neproliferativní diabetická retinopatie (NPDR) popisují stoupající úroveň poškození sítnice. Lidé s mírnou NPDR mají mikroaneurysmata v sítnici, ale žádné jiné poškození. Lidé s těžkou NPDR mají 20 a více retinálních krvácení v každém kvadrantu sítnice, charakteristický vzor poškození na žilách sítnice zvaný "žilní korálky" v alespoň dvou kvadrantech sítnice a zjevné intraretinální mikrovaskulární abnormality kdekoli na sítnici.
Pátá fáze, proliferativní diabetická retinopatie, je diagnostikována u lidí, kterým se tvoří nové cévy v celé sítnici („neovaskularizace sítnice“) nebo krev prosakuje do sklivce („sklivcové krvácení“) nebo mezi sklivcovou membránu a sítnici („preretinální krvácení“).
Makulární edém se dělí do dvou kategorií: „zjevně nepřítomný“ a „zjevně přítomný“. Ten se dále dělí na „mírný“ – ztluštění sítnice nebo lipidové usazeniny daleko od centra makuly; "střední" – ztluštění nebo usazeniny blízko středu; a „těžké“ – ztluštění nebo usazeniny na středu makuly. K posouzení makulárního edému se často používá optická koherentní tomografie.
K dalšímu posouzení závažnosti diabetické retinopatie a ke stanovení míst poškození makuly používají specialisté fluoresceinovou angiografii.

### Screening
Kvůli slabým příznakům si většina lidí s diabetickou retinopatií neuvědomuje, že mají tento stav, dokud to nezjistí oční lékař. Proto jak Americká diabetická asociace (ADA), tak Mezinárodní oftalmologická rada (ICO) doporučují každoroční oční prohlídky pro pacienty s diabetem. 
ADA doporučuje první komplexní oční vyšetření po stanovení diagnózy diabetu 2. typu a do pěti let od vzniku diabetu 1. typu; následně  každý rok. 
U žen s cukrovkou, které chtějí otěhotnět, ADA doporučuje oční vyšetření před těhotenstvím, v každém trimestru a rok po porodu. ICO doporučuje, aby oční vyšetření pro diabetiky zahrnovala vyšetření zrakové ostrosti a vyšetření sítnice pomocí oftalmoskopie nebo fotografie sítnice.

## Příčiny
Diabetickou retinopatii způsobuje dlouhotrvající vysoká hladina glukózy v krvi, která poškozuje malé cévy sítnice. Mechanismus, kterým k tomu dochází, však není znám. Progrese diabetické retinopatie je doprovázena ztrátou kapilárních buněk, zvýšenou propustností cév v sítnici a změněným průtokem krve sítnicí, což vše může snižovat množství kyslíku, které se dostává do sítnice. Špatné okysličení tkání pak vede k tvorbě nových cév v sítnici, což onemocnění zhoršuje. Nové cévy mají tendenci snadno praskat. To způsobuje krvácení v oku, zjizvení a poškození sítnice nebo makuly. Nedávné výzkumy nalezly významnou souvislost mezi diabetickou retinopatií a zánětem.

### Rizikové faktory
Hlavními rizikovými faktory pro rozvoj diabetické retinopatie jsou doba trvání diabetu, špatná kontrola krevního cukru a v menší míře vysoký krevní tlak. Pět let po diagnóze diabetu má přibližně 25 % diabetiků 1. typu určitý stupeň diabetické retinopatie a 2 % mají proliferativní diabetickou retinopatii. Patnáct let po diagnóze se čísla zvýší na 80 % s určitou fází retinopatie a 25 % s proliferativním onemocněním.
Děti jsou výjimkou – bez ohledu na délku trvání diabetu se u nich zřídka vyskytuje zrak ohrožující retinopatie; puberta však může urychlit její progresi. Progresi diabetické retinopatie také může urychlit těhotenství (ačkoli ženy s těhotenskou cukrovkou nejsou ohroženy).
S rozvojem diabetické retinopatie je spojena jak chronicky vysoká hladina cukru v krvi (vysoký glykovaný hemoglobin), tak vysoce variabilní hladina cukru v krvi. Diabetickou retinopatii také zhoršuje několik menších rizikových faktorů, zejména onemocnění ledvin, abnormálně vysoká hladina krevních lipidů, vysoké BMI a kouření.

## Patogeneze

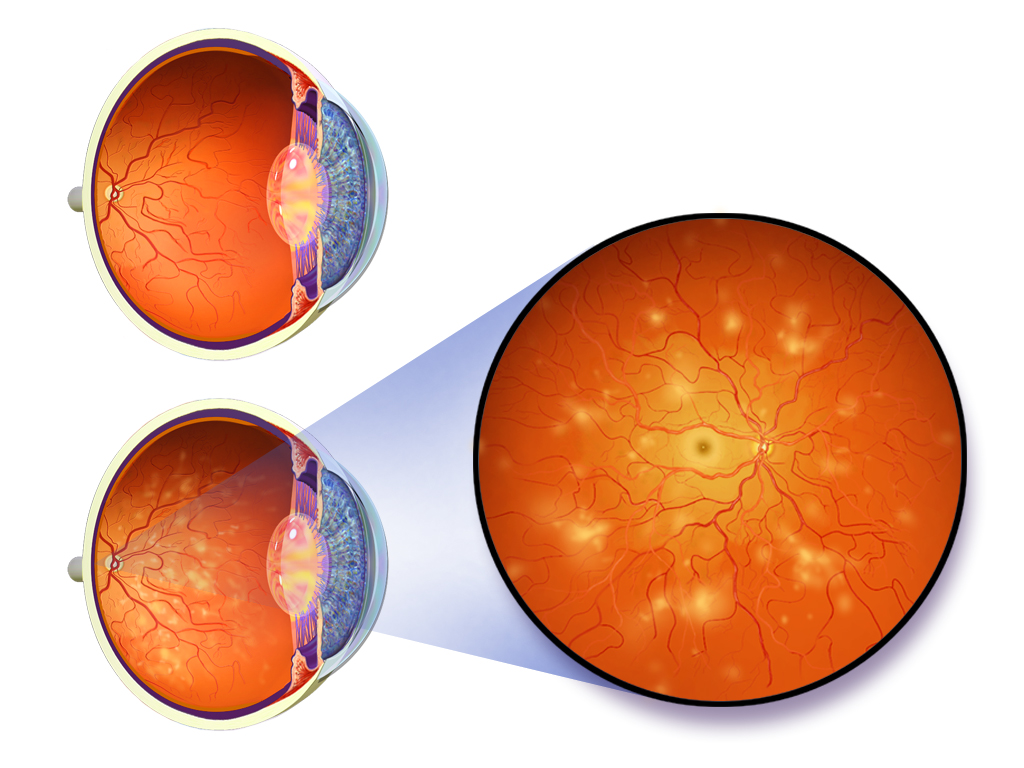
Ilustrace zobrazující diabetickou retinopatii

Diabetická retinopatie je důsledkem poškození malých cév a neuronů sítnice. Nejčasnější změny zahrnují zúžení retinálních tepen spojené se sníženým průtokem krve sítnicí; dysfunkci neuronů vnitřní sítnice, následovanou v pozdějších stádiích změnami funkce vnější sítnice, spojenou s jemnými změnami zrakové funkce; dysfunkci hemato-retinální bariéry, která chrání sítnici před mnoha látkami v krvi (včetně toxinů a imunitních buněk), což vede k úniku krevních složek do retinálního neuropilu. Později bazální membrána retinálních cév zesílí, kapiláry degenerují a ztrácejí buňky, zejména pericyty a buňky hladkého svalstva cév. To vede ke ztrátě průtoku krve, progresivní ischemii a mikroskopickým aneurysmatům, které se jeví jako balónovité struktury vyčnívající ze stěn kapilár; a dále k pokročilé dysfunkci a degeneraci neuronů a gliových buněk sítnice. Tento stav se typicky rozvíjí asi 10–15 let po stanovení diagnózy diabetu.
Nedávné studie zjistily silnou korelaci mezi zánětem sítnice a progresí diabetické retinopatie.

## Léčba
Existují čtyři běžné způsoby léčby diabetické retinopatie: injekce proti VEGF (vaskulární endoteliální růstový faktor), injekce steroidů, panretinální laserová fotokoagulace a vitrektomie. Současné léčebné režimy mohou zabránit 90 % těžké ztráty zraku.
Přestože jsou tyto druhy léčby velmi úspěšné (ve zpomalení nebo zastavení další ztráty zraku), diabetickou retinopatii neléčí. 
Při léčbě laserem je třeba postupovat opatrně, protože způsobuje ztrátu tkáně sítnice. Často je lepší injekčně podávat triamcinolon nebo léky proti VEGF. U některých pacientů to vede k výraznému zlepšení zraku, zvláště pokud je přítomen edém makuly.
Standardní léčba diabetické retinopatie dále zahrnuje zlepšení kontroly krevního cukru, krevního tlaku a cholesterolu v krvi, což vše může snížit její progresi.

### Mírná nebo střední NPDR
Pro osoby s mírnou až středně těžkou neproliferativní diabetickou retinopatií doporučuje Americká oftalmologická akademie pouze častější vyšetření sítnice – každých šest až 12 měsíců – protože tito lidé jsou vystaveni zvýšenému riziku rozvoje proliferativní retinopatie nebo makulárního edému. Injekce léků proti VEGF nebo steroidů může snížit progresi diabetické retinopatie u přibližně poloviny léčených očí; zatím však není známo, zda vede k dlouhodobému zlepšení zraku.

### Diabetický makulární edém
Lidé s nejvyšším rizikem ztráty zraku – tedy s edémem blízko středu makuly – nejvíce profitují z očních anti-VEGF injekcí. Obvykle dostávají častější injekce během prvního roku léčby, v následujících letech stačí k udržení remise méně časté injekce.
Lidé, jejichž zrak se anti-VEGF léčbou nezlepší, mohou podstoupit laserovou fotokoagulaci, obvykle ve formě krátkých laserových pulzů. Pacienti s makulárním edémem, ale bez ztráty zraku, nemají z laserové léčby prospěch; Americká akademie oftalmologie doporučuje odložit tuto léčbu, dokud zraková ostrost neklesne alespoň na 20/30.

### Laserová fotokoagulace

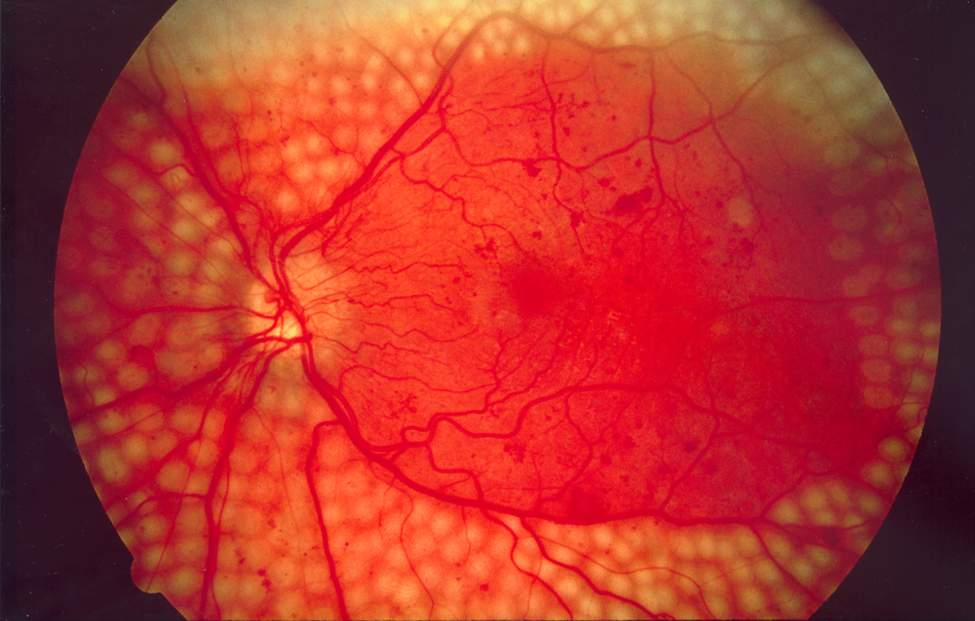
Obrázek fundusu zobrazující laserovou operaci pro diabetickou retinopatii

Laserová fotokoagulace může být použita ve dvou scénářích léčby diabetické retinopatie. Jednak k léčbě makulárního edému a jednak k léčbě celé sítnice (panretinální fotokoagulace) po neovaskularizaci. Používá se pro časná stádia proliferativní retinopatie. Existují různé typy laserů a jsou k dispozici důkazy o jejich přínosu k léčbě proliferativní retinopatie.

#### Panretinální laserová fotokoagulace
U pacientů s proliferativní nebo těžkou neproliferativní diabetickou retinopatií lze ztrátě zraku zabránit léčbou panretinální laserovou fotokoagulací.
Cílem je vytvořit 1600–2000 jizviček v sítnici s cílem snížení spotřeby kyslíku, a tím i možnosti ischemie. Provádí se na několikrát.
Při léčbě pokročilé diabetické retinopatie se díky jizvičkám ničí abnormální nové cévy v sítnici. Bylo prokázáno, že tento postup snižuje riziko vážné ztráty zraku o 50 %.
Před použitím laseru oční lékař rozšíří zornici a aplikuje anestetické kapky na znecitlivění oka. V některých případech může znecitlivět i oblast za okem. Pacient sedí čelem k laserovému přístroji, zatímco lékař drží na oku speciální čočku. Lékař může použít jednobodový laser, skenovací laser pro dvourozměrné vzory, jako jsou čtverce, prstence a oblouky, nebo navigovaný laser, který sleduje pohyb sítnice v reálném čase. Během procedury pacient vidí záblesky, které často vytvářejí nepříjemný pocit štípání. Po laserovém ošetření pacienti nesmí několik hodin řídit, dokud jsou zornice rozšířené. Vidění s největší pravděpodobností zůstane rozmazané po zbytek dne. Přestože by oko samotné nemělo moc bolet, hodiny poté může trvat bolest hlavy.
Pacienti po tomto zákroku ztratí část periferního vidění, což pro ně může být sotva postřehnutelné. Zákrok však šetří střed zraku. Laserová operace může také mírně snížit barevné a noční vidění.
Lidem s proliferativní retinopatií bude vždy hrozit nové krvácení, stejně jako glaukom. K ochraně zraku tak může být třeba více ošetření.

### Chirurgie
Místo laserové operace je u některých lidí potřeba k obnově zraku vitrektomie. Provádí se, pokud je ve sklivci hodně krve. Zahrnuje odstranění zakaleného sklivce a jeho nahrazení fyziologickým roztokem.
Studie ukazují, že lidé, kteří podstoupí vitrektomii brzy po velkém krvácení, si pravděpodobně ochrání zrak více než lidé, kteří na operaci čekají. Časná vitrektomie je zvláště účinná u lidí s diabetem 1. typu, kterým může hrozit větší riziko oslepnutí z krvácení do oka.
Vitrektomie může být provedena v celkové nebo lokální anestezii. Lékař udělá malý řez v bělimě neboli očním bělmu. Dále se do oka umístí malý nástroj pro odstranění sklivce a zavedení fyziologického roztoku.
Po operaci je oko zarudlé a citlivé a pacienti obvykle musí nosit několik dní nebo týdnů pásku, aby ho chránili. K ochraně před infekcí se předepisují i léčivé oční kapky. Existují důkazy, které naznačují, že léky proti VEGF podávané buď před nebo během vitrektomie mohou snížit riziko krvácení do zadní sklivcové dutiny. Vitrektomie se často kombinuje s dalšími typy léčby.

## Epidemiologie
Přibližně 35 % lidí s diabetem má nějaký druh diabetické retinopatie; asi 10 % zaznamená určitý stupeň ztráty zraku. Diabetická retinopatie je zvláště častá u pacientů s diabetem 1. typu – postihuje 25 % lidí pět let od diagnózy, 60 % deset let od diagnózy a 80 % 15 let od diagnózy. Pravděpodobnost progrese je silně ovlivněna kontrolou krevního cukru, ale v průměru 7 % diabetiků trpí proliferativní diabetickou retinopatií a 7 % diabetickým makulárním edémem. Diabetická retinopatie je hlavní příčinou ztráty zraku u lidí ve věku 20–74 let.
Globální výskyt diabetické retinopatie od roku 1990 do roku 2015 dramaticky vzrostl – z 1,4 milionu na 2,6 milionu lidí se zrakovým postižením; z 0,2 milionu na 0,4 milionu slepých – z velké části se tak děje kvůli rostoucímu výskytu cukrovky 2. typu v zemích s nízkými a středními příjmy.

### Fundoskopické analýzy obrazu
Diabetická retinopatie je diagnostikována rozpoznáním abnormalit na snímcích sítnice pořízených fundoskopií. Barevná fotografie očního pozadí se používá hlavně k určení stádia onemocnění. Fluoresceinová angiografie se používá k posouzení rozsahu retinopatie. K určení závažnosti edému a odpovědi na léčbu se používá optická koherentní tomografie (OCT).
Fundoskopické snímky jsou hlavním zdrojem pro diagnostiku diabetické retinopatie, ale jejich analýza může být časově náročná a nespolehlivá, protože schopnost detekce abnormalit se liší podle let zkušeností. Vědci proto zkoumají možnosti diagnostiky s využitím umělé inteligence, která by zpracovala informace o cévách a jakýchkoli abnormálních vzorcích fundoskopického obrazu a provedla jejich analýzu.